# Norbert Hoerster
Norbert Hoerster (* 15. März 1937 in Lingen) ist ein deutscher Jurist und Philosoph, der sich insbesondere mit Fragen der Rechtsphilosophie, Ethik und Religionsphilosophie beschäftigt. Er lehrte von 1974 bis 1998 Rechts- und Sozialphilosophie an der Universität Mainz.

## Leben
Hoerster studierte an verschiedenen deutschen und ausländischen Universitäten Rechtswissenschaft und Philosophie. 1960 legte er beim Oberlandesgericht Hamm die erste juristische Staatsprüfung ab, 1963 schloss er an der University of Michigan sein Philosophiestudium mit dem Master of Arts ab.
1964 promovierte er an der Westfälischen Wilhelms-Universität Münster zum Dr. jur., 1967 an der Ruhr-Universität Bochum zum Dr. phil. In den Jahren 1967 und 1968 war er als Dozent an der University of Michigan tätig und konnte einen Forschungsaufenthalt an der University of Oxford wahrnehmen. Nach seiner Habilitation an der Ludwig-Maximilians-Universität München 1972 erhielt er 1974 einen Lehrstuhl für Rechts- und Sozialphilosophie an der Universität Mainz.
Im Bereich der aktiven und passiven Sterbehilfe, beim Umgang mit Embryonen und schwerstgeschädigten Neugeborenen sowie bei der Embryonenforschung vertrat Hoerster ähnliche Positionen wie der australische Ethiker Peter Singer, die in Deutschland zum Teil heftig umstritten sind. Aufgrund dessen war er mit zunehmenden Anfeindungen konfrontiert, die sich 1997 so zuspitzten, dass seine Veranstaltungen gestört wurden und in einigen Fällen sogar unter Polizeischutz gestellt werden mussten. Als Reaktion auf die Proteste gegen seine Thesen zur Bioethik ließ Hoerster sich 1998 vorzeitig pensionieren.
Hoerster ist Mitherausgeber der Zeitschrift Aufklärung und Kritik der Gesellschaft für kritische Philosophie Nürnberg sowie Mitglied im wissenschaftlichen Beirat der Humanistischen Akademie Bayern und von 2004 bis 2011 im Beirat der Giordano-Bruno-Stiftung.
Für seine kirchenkritische Haltung erhielt er im Jahr 2008 den Ludwig-Feuerbach-Preis, der vom Bund für Geistesfreiheit (Augsburg) vergeben wird.

## Positionen
Den Begriff der Menschenwürde als Kriterium der Ethik lehnt Hoerster ab, da dieser Begriff eine Leerformel sei, mit der sich beliebige Werte verbinden lassen. Stattdessen vertritt er eine Interessenethik, wonach nicht die Würde, sondern die elementaren Interessen der Menschen (und bis zu einem gewissen Grad der Tiere) zu schützen sind.
Ein Überlebensinteresse noch nicht geborener Kinder sieht Hoerster als nicht gegeben an. Daher beginnt nach seiner Ansicht das Lebensrecht des Menschen grundsätzlich mit der Geburt. Dementsprechend lehnt er eine Sanktionierung von Schwangerschaftsabbrüchen, Präimplantationsdiagnostik und Embryonenforschung ab.
Hoerster fordert, aktive Sterbehilfe zuzulassen, wenn ein unheilbar Kranker sie aufgrund reiflicher, in einem urteilsfähigen und aufgeklärten Zustand durchgeführter Überlegung wünscht. Aber auch bei schwerstgeschädigten Neugeborenen hält er Sterbehilfe für gerechtfertigt; er begründet dies damit, dass eine solche Sterbehilfe im wohlverstandenen Interesse dieser Neugeborenen liegt.
Norbert Hoersters Rechtsphilosophie ist dem Rechtspositivismus H.L.A. Harts und der Analytischen Philosophie verpflichtet. Im deutschsprachigen Raum ist er der zurzeit prominenteste Anhänger der positivistischen Neutralitätsthese, der zufolge der Begriff des Rechts so zu definieren ist, dass er neutral gegenüber moralischen Postulaten bleibt. Die Neutralitätsthese folgt für Hoerster aus dem Gebot der begrifflichen Klarheit, das im Zentrum der Analytischen Philosophie steht. Der Neutralitätsthese zufolge lehnt er die sogenannte Radbruchsche Formel ab, nach der extrem ungerechte Gesetze nicht mehr als Recht zu bezeichnen sind.
Hoerster steht somit innerhalb der gegenwärtigen deutschsprachigen rechtsphilosophischen Diskussion in einem argumentativen Gegensatz zu Robert Alexy, dem Hoerster zufolge profiliertesten Anhänger der Radbruchschen Formel und der nichtpositivistischen Verbindungsthese. Zu unterscheiden ist die Neutralitätsthese laut Hoerster von der Befolgungsthese, wonach jede existente Rechtsnorm ohne weiteres Befolgung verdient. Für unrichtig hält Hoerster in diesem Zusammenhang die These Hans Kelsens, nach der sich inhaltliche Anforderungen an das Recht nicht objektiv begründen lassen.
In seiner Religionsphilosophie neigt Hoerster, David Hume folgend, einer skeptischen Position zu. Er ist zwar – ähnlich wie John Leslie Mackie oder Richard Swinburne – der Überzeugung, dass sich die Frage nach der Existenz eines monotheistisch verstandenen Gottes auf rationale Weise diskutieren lasse. Doch die vorhandenen moralischen und natürlichen Übel der Welt lassen sich seines Erachtens mit der Existenz eines sowohl allgütigen als auch allmächtigen Gottes nicht in Einklang bringen. Außerdem seien die für die Existenz Gottes üblicherweise angeführten Argumente – von den sogenannten Gottesbeweisen bis hin zu den religiösen Erfahrungen mancher Menschen – unzureichend.

## Schriften (in Auswahl)
- Die Nichtbeachtung der Ehehindernisse des Ehebruchs ausländischer Rechte nach deutschem IPR mit Rücksicht auf die Unanwendbarkeit fremden Strafrechts. Dissertation, 1964.
- Das Argument der Verallgemeinerung. Dissertation, 1967.
- Utilitaristische Ethik und Verallgemeinerung. Alber, Freiburg/München 1971, ISBN 3-495-47217-7.
- Texte zur Ethik. DTV, München 1975 (Hrsg., zusammen mit Dieter Birnbacher).
- Recht und Moral. Texte zur Rechtsphilosophie. Reclam, Stuttgart 1986, ISBN 3-15-008389-3.
- Abtreibung im säkularen Staat. 1991.
- Neugeborene und das Recht auf Leben. 1995.
- Sterbehilfe im säkularen Staat. 1998, ISBN 3-518-28977-2.
- Klassische Texte zur Staatsphilosophie. DTV, München 1999, ISBN 3-423-30147-3.
- Ethik des Embryonenschutzes. Ein rechtsphilosophischer Essay. Reclam, Stuttgart 2002, ISBN 3-15-018186-0.
- Ethik und Interesse. Reclam, Stuttgart 2003, ISBN 3-15-018278-6.
- Haben Tiere eine Würde? Grundfragen der Tierethik.  Beck, München 2004, ISBN 3-406-51088-4.
- Die Frage nach Gott.  Beck, München 2007, ISBN 978-3-406-56859-6.
- Was ist Recht? Grundfragen der Rechtsphilosophie.  Beck, München  2006, ISBN 3-406-54147-X.
- Was ist Moral? Eine philosophische Einführung. Reclam, Stuttgart 2008, ISBN 978-3-15-018575-9.
- Was können wir wissen? Philosophische Grundfragen.  Beck, München 2010, ISBN 978-3-406-60094-4.
- Muss Strafe sein? Positionen der Philosophie. Beck, München 2012, ISBN 978-3-406-62991-4.
- Was ist eine gerechte Gesellschaft? Eine philosophische Grundlegung. Beck, München 2013, ISBN 978-3-406-65293-6.
- Wie schutzwürdig ist der Embryo? Zu Abtreibung, PID und Embryonenforschung. Velbrück, Weilerswist 2013, ISBN 978-3-942393-62-1.
- Wie lässt sich Moral begründen? Beck, München 2014, ISBN 978-3-406-66786-2.
- Der gütige Gott und das Übel. Ein philosophisches Problem. Beck, München 2017, ISBN 978-3-406-70567-0.